# Chapelle des martyrs
Pour les articles homonymes, voir Chapelle du Champ des Martyrs (homonymie).
La chapelle des martyrs est une chapelle française située à Feurs, près du monument aux morts, dans la Loire. C'est un monument érigé en 1826 par M. D'Assier (le maire à cette époque) pour donner une sépulture à 80 morts assassinés à la suite d'un massacre organisé sous l'égide de Claude Javogues à Feurs lors de la Terreur.

## Lieu
La chapelle se trouve au fond de la place du 11 novembre entre la rue de la Varenne et la rue du Rozier, à l’endroit où ont été fusillés les condamnés.

## Histoire
Le contexte est celui de la Révolution française. La terreur dans le Forez débuta lors de l'installation de Claude Javogues en 1793 à Feurs avec deux compagnies des gardes nationales, 120 hommes des armées révolutionnaires ainsi que quatre canons. Le tribunal révolutionnaire y est alors installé avec la guillotine sur la place de Feurs près de l'église  qui fit de nombreuses victimes, la maison d'Assier et la maison Gras étant transformées en prisons. La guillotine étant trop lente, Javogues se tourne vers une exécution plus rapide : la fusillade des condamnés. Près du château de Rozier, il fusilla une trentaine de personnes
La terreur prit fin lorsque Javogues fut arrêté, en 1794 et dénoncé à la Convention, pour ses crimes, cependant il ne fut jamais ennuyé par la suite.
Le nombre de victimes oscille entre 64 et 80 victimes.